# Chepoix
Chepoix település Franciaországban, Oise megyében. Lakosainak száma 457 fő (2022. január 1.). Chepoix Ansauvillers, Bacouël, Beauvoir, Bonvillers, La Hérelle, Le Mesnil-Saint-Firmin, Mory-Montcrux, Plainville, Sérévillers és Tartigny községekkel határos.

## Népesség
A település népességének változása:
| Lakosok száma | 395  | 400  | 419  | 431  | 447  | 455  | 463  | 473  | 457  |
|               | 2013 | 2015 | 2016 | 2017 | 2018 | 2019 | 2020 | 2021 | 2022 |